# 小行星6673
小行星6673（6673 Degas）是一颗绕太阳运转的小行星，为主小行星带小行星。该小行星于1971年3月25日发现。

## 轨道参数
小行星6673的轨道半长轴为2.4301767 UA，离心率为0.212。